# Quirinusbad

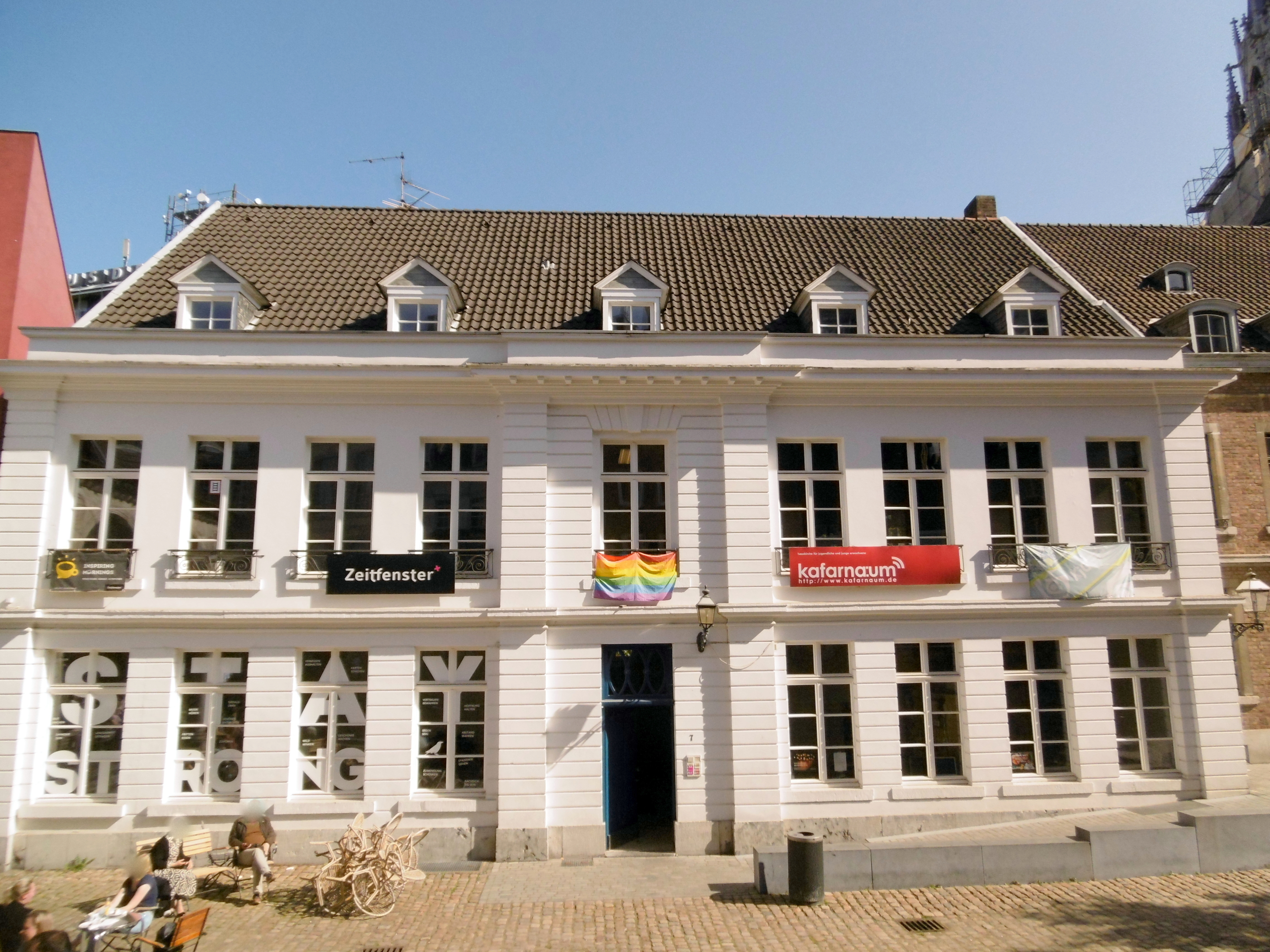
Ehemaliges Quirinusbad (2022)

Das Quirinusbad in Aachen war eine Thermalbadeanstalt und gehörte neben den nicht mehr existierenden Badehäusern Kaiserbad, Neubad und „Bad zur Königin von Ungarn“ zu der sogenannten oberen (auch westlichen) Gruppe von Bädern in der Aachener Altstadt und wurde von der Quirinusquelle gespeist. Das erste größere Badehaus wurde um 1540 erbaut und 1825 durch einen Neubau nach Plänen von Adam Franz Friedrich Leydel im Stil des Klassizismus ersetzt. Nach den Zerstörungen während des Zweiten Weltkriegs wurde der Badebetrieb eingestellt und anschließend das Hauptgebäude des Quirinusbades von Leo Hugot nunmehr als Pfarrhaus mit einer Rekonstruktion der Leydel-Fassade wieder aufgebaut und später unter Denkmalschutz gestellt. Seit circa 2008 befindet sich dort der Sitz der katholischen Hauskirche „Kafarna:um“ für Jugendliche und junge Erwachsene.

## Geschichte

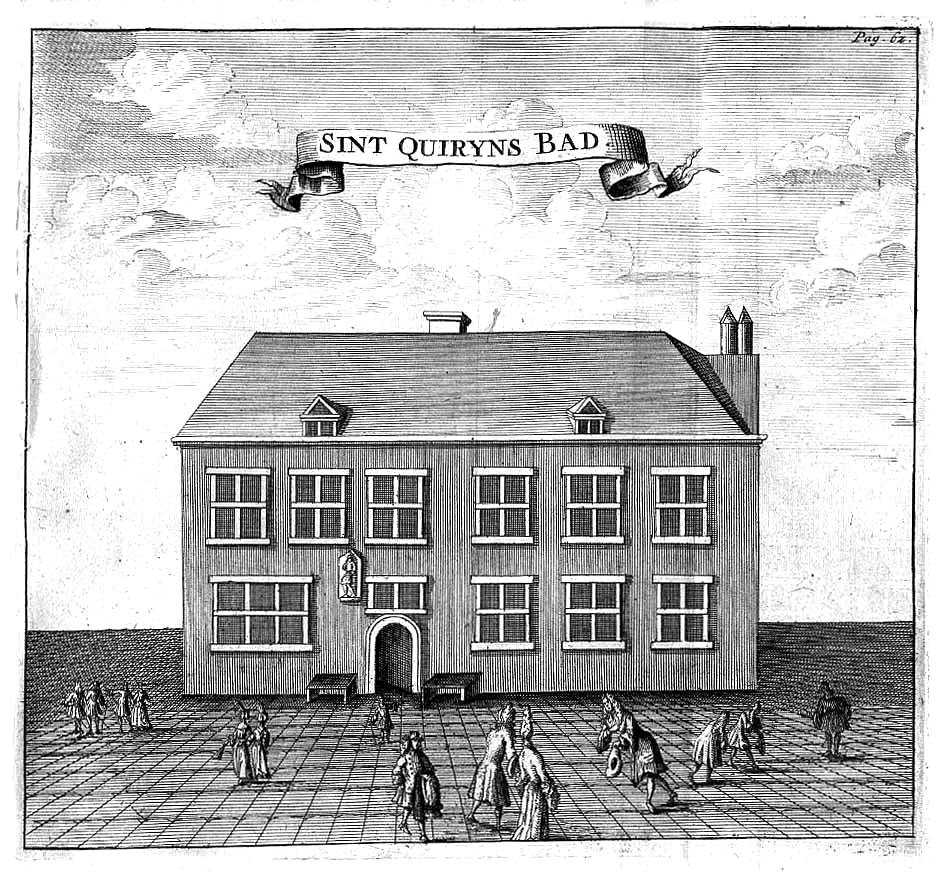
Quirinusbad nach einem Kupferstich von Jan du Vivier aus dem Jahr 1727

Bereits seit römischer Zeit sind auf dem Innenstadtareal in unmittelbarer Nachbarschaft zum Aachener Dom und zur Pfarrkirche St. Foillan bis zu fünf Quellvorsprünge bekannt, aus denen die später als „Kaiserquelle“ und „Quirinusquelle“ bezeichneten Thermalquellen in karolingischer Zeit für die Badebecken Karls des Großen genutzt wurden. Im Jahr 1295 wurde in der unmittelbaren Nachbarschaft zur Quirinusquelle das „Blasiusspital“ errichtet, das neben einem Gäste- und Pflegebereich über eine primitive Bäderabteilung verfügte und das heiße Thermalwasser vor allem zur Heilung von erschöpften oder erkrankten Pilgern nutzte. Später kam um 1324 noch ein sogenanntes separates „Kleinbad“ mit drei großen Wannenbädern hinzu, in denen bis zu 25 Personen gleichzeitig im Wasser der Quirinusquelle baden konnten.

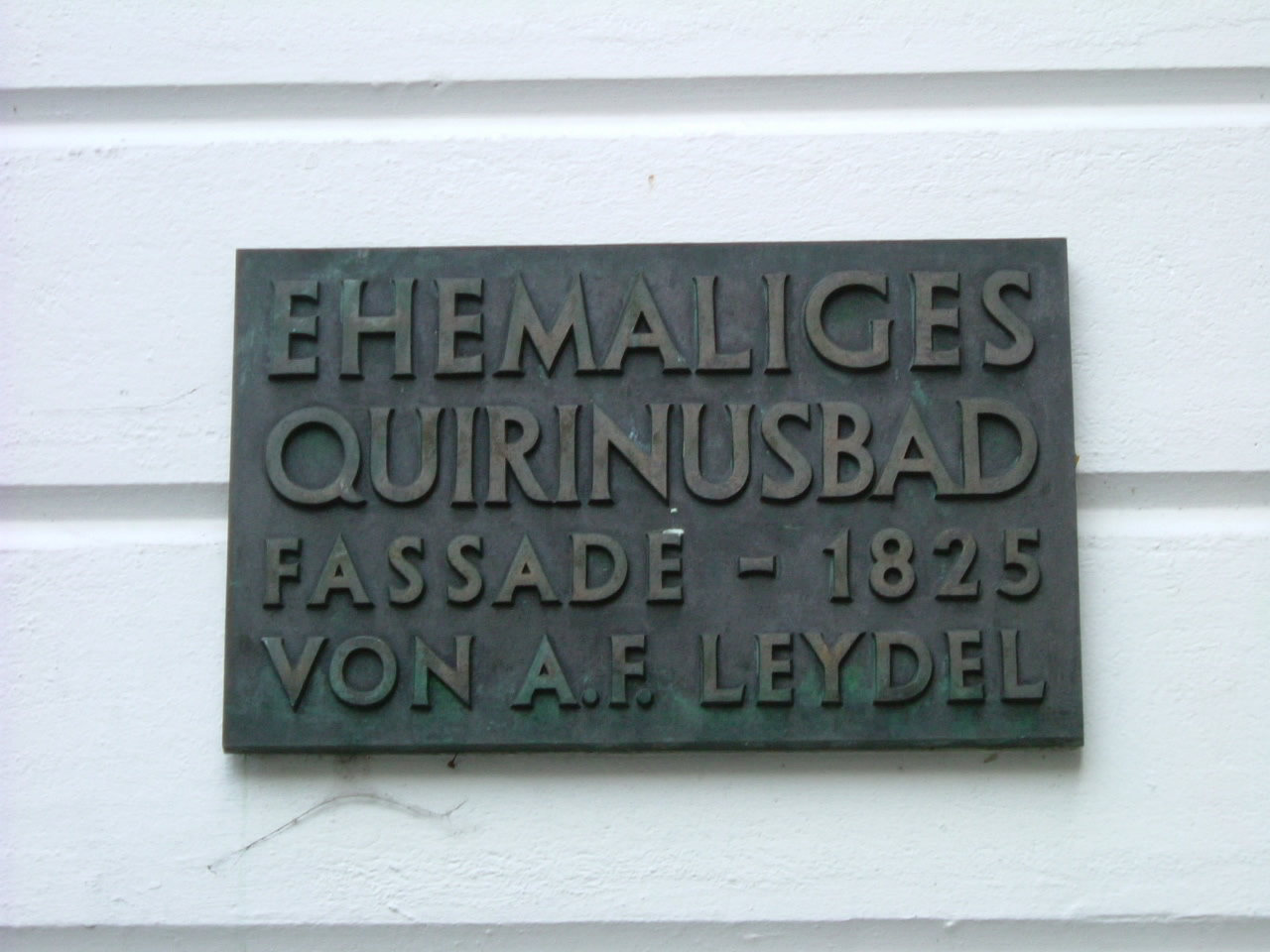

Schließlich wurde im Jahr 1540 ein neues Badehaus mit nunmehr vier großen Wasserbecken erbaut, das erstmals als „Quirinusbad“ bezeichnet wurde und in dem das vormalige „Kleinbad“ sowie der Badebereich des Blasiusspitals aufgingen. Im Jahr 1745 fanden unter Leitung von Johann Joseph Couven umfassende Umbauten an der Innenausstattung statt, darunter vor allem bequemere Treppen. Schließlich war der Bau nicht mehr zeitgemäß und musste erneuert werden. Unter Einbeziehung der Fundamente des alten Quirinusbades wurde 1825 von Adam Franz Friedrich Leydel ein neues Badehaus mit Beherbergungsbetrieb im klassizistischen Stil errichtet.
Bis zu seiner kriegsbedingten Zerstörung im Jahr 1944 war das Quirinusbad eine beliebte Badehalle für Gäste aus nah und fern, unter denen sich auch der Komponist Norbert Burgmüller befand, der infolge eines epileptischen Anfalls am 7. Mai 1836 beim Baden ertrank. Die Quelltemperatur der Quirinusquelle betrug Mitte des 19. Jahrhunderts 45 bis 50 °C und war mit einem Mineralgehalt von 4 g/l ähnlich hoch mineralisiert wie die benachbarte Kaiserquelle.
In den 1960er-Jahren wurde das Gebäude von Leo Hugot wiederaufgebaut und dabei die Fassade weitestgehend originalgetreu rekonstruiert, der gesamte Komplex dahinter aber neu errichtet und die frühere Bädernutzung zugunsten des neuen Pfarrheimes der Pfarre St. Foillan aufgegeben. Darüber hinaus wurde die 5,0 × 3,1 Meter große Quellkammer der Quirinusquelle mit Beton verfüllt, um die Leistung der benachbarten Kaiserquelle zu erhöhen, die bis 2009 zur Mineralwasserherstellung durch die Kaiserbrunnen AG genutzt wurde und zusätzlich weiterhin die Trinkbrunnen des Elisenbrunnens speist. Bei den notwendigen Erdarbeiten stieß Hugot unter anderem auf Reste des ehemaligen Blasius-Hospitiums sowie auf die Reste eines römischen Kultbezirks, von dem er zwei Tempel und die Architektur der römischen Wandelhallen sichern konnte.

## Baucharakteristik

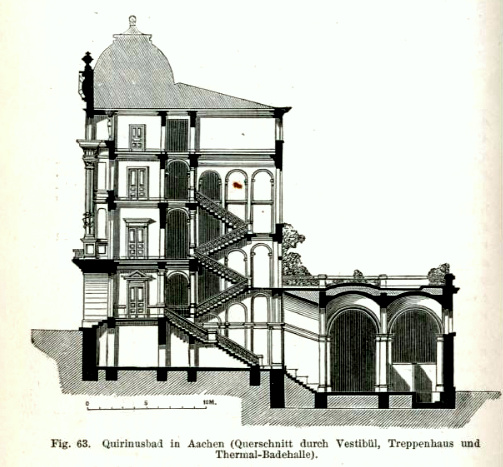
Querschnittplan nach Stübben, links Eingangsseite am Hof

Das ehemalige Badehaus zeigt sich straßenseitig mit seiner „Leydel-Fassade“ als neunachsiger und zweigeschossiger symmetrisch angeordneter Bau mit schlichter verputzter Fassade, ruhend auf einem das Gefälle ausgleichenden Blausteinsockel. Betont wird die Straßenfront durch einen leicht vortretenden einachsigen Mittelrisalit, der an der Dachtraufe in eine niedrige Attika übergeht. Die Geschossebenen sind durch ein markantes, im Bereich der Dachtraufe doppeltes und deutlich vorstehendes Gesims markiert. Die Gebäudeecken und die Seitbegrenzungen des Mittelrisalits sind durch Lisenen hervorgehoben und ebenso wie die Erdgeschossfassade mit Rustika aus Quadersteinen versehen. Das Gebäude ist mit einem weit auskragenden Satteldach gedeckt, in dem fünf Dachgauben für den Lichteinlass zum ausgebauten Dachgeschoss sorgen.
Je Achse und Geschoss sind hohe rechteckige Sprossenfenster mit separatem Oberlicht eingelassen. Dabei wurde bei den Fensteröffnungen auf Laibungen oder Stürze verzichtet, lediglich deutlich vorstehende Sohlbänke, die bei den Obergeschossfenstern mit einer kleinen schmiedeeisernen Brüstung versehen sind, wurden eingebaut. Ebenfalls besteht der mittige Eingangsbereich aus einer hohen rechteckigen, einflügeligen und farbig angemalten Tür mit verziertem Oberlicht.
Die Innenarchitektur ist der heutigen Verwendung angepasst und nichts verweist mehr auf die frühere Nutzung. Gemäß einer Bauskizze des Aachener Stadtplaners Josef Stübben enthielt in früheren Jahren das Badehaus eine mit neun Hängekuppeln gewölbte Thermal-Badehalle mit 19 Wannenbädern sowie zwei Kastendampfbädern mit vier Schwitzzellen. Ferner gab es eine Kaltwasser-Badehalle mit fünf Kaltwasser-Wannenbädern und einem 16 × 7 Meter großen Schwimmbad. Im Untergeschoss befand sich ein römisch-irisches Bad nebst Duschraum und im Erdgeschoss standen sieben Wannen- und Vollbäder für Frauen und Kinder neben dem gemeinschaftlichen Wartesaal.
Darüber hinaus dienten der linke Vorderteil des Erdgeschosses und die drei Obergeschosse als Pensionsräume.